# Dawn-Marie Layne

## Cuộc sống ban đầu
Dawn-Marie Renée Layne (sinh ngày 17 tháng 5 năm 1988) là một vận động viên cricket người Barbados. Layne là một cung thủ nhanh tay phải và một người dơi tay trái. Cô bắt đầu chơi cricket từ năm 10 tuổi tại Trường tiểu học Wesley Hall và tiếp tục rèn luyện thêm các kỹ năng của mình tại Trường Comber 4.0.3 dưới sự huấn luyện của Roddy Estwick. Cô được chọn cho chuyến lưu diễn quốc gia đầu tiên năm 14 tuổi nhưng không thể tham dự. Sau đó, Layne nghỉ chơi cricket để tập trung vào việc học. Cô đăng ký vào Đại học West Indies năm 2006, nơi cô tiếp tục chơi cricket một cách nhàn nhã nhưng đại diện cho trường là một vận động viên điền kinh chuyên về môn nhảy cao; cô cũng đại diện cho trường Comber 4.0.3 là một vượt rào 100 mét cho thời gian cô ở đó.

## Cuộc sống đại học đến hiện tại
Vào năm 2010, Layne đã được trao bằng Cử nhân Tâm lý học với bằng danh dự và được đề nghị chơi cricket ở Vương quốc Anh cho mùa giải trong nước với lần thứ nhất của Đức cha Stortford sau đó cô tiếp tục đại diện cho Câu lạc bộ cricket quận Hertfordshire lần thứ XI. Trong thời gian này, Layne đã được chọn vào dịp thứ hai để đại diện cho đất nước của mình sau khoảng thời gian 7 năm. Kết thúc mùa giải 2010 của cô tại Barbados, đại diện cho đội thứ ba của UWI Cave Hill, cung thủ nhanh của Barbados đã có một mùa giải tốt nhất là 6/14. Đến nay, Layne được cho là một trong những cung thủ nhanh nhất ở vùng biển Caribe.
Năm 2011, Layne trở thành Phó đội trưởng Đội cricket nữ UWI Cave Hill và sau Giải đấu khu vực dành cho nữ của Hội đồng cricket Tây Ấn, cô được chọn vào Đội A nữ của West Indies. Vào tháng 9 năm đó, cô đăng ký vào Đại học Northumbria để theo đuổi bằng Thạc sĩ về Tâm lý học Thể dục và Thể thao, sau đó cô tốt nghiệp với bằng khen. Khi còn ở Northumbria, vào năm 2012, Layne đã có một thời gian ngắn với Hội đồng phụ nữ của Hội đồng cricket Durham lần thứ XI bị cắt ngắn sau khi cô chọn trở về nhà cho các thử nghiệm quốc gia. Cô cũng đã thành lập doanh nghiệp của mình, tập trung vào Huấn luyện Kỹ năng Tâm thần cho các vận động viên và hy vọng trở thành Nhà tâm lý học Thể thao Chartered. Cô cũng có kế hoạch làm début quốc tế của mình trong tương lai gần.